# Millarworld
Millarworld Limited ist ein Comic-Unternehmen, das 2004 vom schottischen Comicautor Mark Millar als Eigenmarke gegründet wurde. Diese ist vor allem für die Veröffentlichung der Comics Wanted, Chosen, The Unfunnies, Kick-Ass und War Heroes bekannt.

## Lizenzierung und Anpassung
Wanted, veröffentlicht von Top Cow Productions, wurde in einen Spielfilm mit dem gleichen Namen von Universal Pictures adaptiert, der am 27. Juni 2008 veröffentlicht wurde. Chosen, veröffentlicht von Dark Horse Comics, wurde von Millar als Fortsetzung der Bibel beschrieben, und wurde von Sony Pictures als Option für eine Verfilmung ausgewählt. The Unfunnies war eine anthropomorphe Tierhorrorgeschichte, die von Avatar Press veröffentlicht wurde. Kick-Ass, das von John Romita Jr. illustriert und von Marvel veröffentlicht wurde, wurde von Matthew Vaughn in einen gleichnamigen Film adaptiert und am 22. April 2010 in Deutschland und am 16. April in den Vereinigten Staaten veröffentlicht.
Im September 2008 wurde bekannt gegeben, dass Sony Pictures Entertainment die Option auf den noch unvollendeten War Heroes-Film erhalten hatte, wobei Michael De Luca als Produzent und Millar als ausführender Produzent fungierten.
Millar hat erklärt, dass er jedes Mal, wenn er die Verfilmungsrechte an einen seiner Comic-Eigentümer im Besitz seines Schöpfers verkauft hat, gab er die Hälfte des Geldes an den Künstler, der die Comics illustriert hat, obwohl sein Manager darauf reagiert hat und sagte: „Alles, das ganze Geld vom Vorschuss, den Spielsachen, den Spielen, 50-50, also ist es fair. Ich sehe es als Zusammenarbeit. Wenn ich malen würde, könnte ich alles für mich behalten, aber ich mag die Idee, ein Talent zu haben, das ich nicht verkaufe. Einer meiner Freunde sagte: ‚Du könntest auch noch mehr Geld mit Zeichnen verdienen‘, und ich sagte: ‚Ja, und ich nehme an, ich könnte mit Lapdance noch mehr Geld verdienen. Es ist schön, etwas nur für mich zu haben.‘“

## Geschichte
Im Oktober 2014, nach monatelangen Verzögerungen für Jupiter's Legacy #5, erklärte Millar, dass ab April 2015 alle Millarworld-Serien vor der Veröffentlichung ihrer Debütausgaben vollständig gezeichnet würden, um einen monatlichen Zeitplan einzuhalten. Am 7. August 2017 wurde Millarworld vom amerikanischen Streaming-Media-Unternehmen Netflix übernommen. Die erste Comicserie, die Millarworld nach der Übernahme veröffentlichte, war The Magic Order. Die erste Ausgabe wurde am 13. Juni 2018 veröffentlicht.
Am 17. Juli 2018 wurde bekannt gegeben, dass Netflix mit der Arbeit an der ersten Reihe von Filmen begonnen hat, die aus Comics adaptiert werden sollen. Diese sind: Empress, Huck und Sharkey the Bounty Hunter. Die Comics Jupiter's Legacy und American Jesus werden als Fernsehserie adaptiert.
Am 6. Dezember 2018 stellte Millar ein Update zum Fortschritt der für Netflix angepassten Millarworld-Titel bereit. Jupiter's Legacy wird die erste veröffentlichte Fernsehserie sein, mit Steven S. DeKnight als Showrunner, mit American Jesus als zweite veröffentlichte Fernsehserie, mit Everardo Gout und Leopoldo Gout als Showrunner. Für Empress, Sharkey the Bounty Hunter und Huck sollen Spielfilme in der Entwicklung sein. Unter Netflix wird Millar exklusiv neue Millarworld-Titel an den Streaming-Dienst anpassen, wobei ausgewählte Marken mit Comicbuch-Anbindungen verfilmt werden, beginnend mit Prodigy. Am 11. März 2019 gab Netflix bekannt, dass es eine Anime-Serie basierend auf Supercrooks produzieren wird. Es wurde von Bones produziert.
Ende 2022 wurden mehrere Updates zur Millarworld-Produktion veröffentlicht, darunter, dass Huck als TV-Serie und nicht als Film neu entwickelt werden würde und dass eine Live-Action- Supercrooks-Serie auf Jupiter’s Legacy folgen würde, nachdem die Show nach ihrer ersten Staffel abgesetzt wurde. Im selben Jahr wurde bekannt gegeben, dass Millar vier neue Comicserien (Night Club, Nemesis Reloaded, The Magic Order 4 und The Ambassadors) herausbringen und diese in ein Crossover-Event mit dem Titel Big Game einleiten würde, illustriert von Pepe Larraz.
Im Mai 2023 wurde bekannt, dass Big Game eigentlich eine Fortsetzung von Wanted ist und Wesley Gibson und die Bruderschaft sich mit Matthew Anderson/Nemesis zusammenschließen, um die neueste Welle von Superhelden zu besiegen, die zurückgekehrt sind auf der Welt nach den Aktionen von Dave Lizewski / Kick-Ass.

## Bibliografie
| Jahr      | Titel                           | Ausgaben                     | Illustrator                                                                                  | Verlag              |
| --------- | ------------------------------- | ---------------------------- | -------------------------------------------------------------------------------------------- | ------------------- |
| 2004      | Chosen/American Jesus           | 3                            | Peter Gross                                                                                  | Dark Horse Comics   |
| 2004      | The Unfunnies                   | 4                            | Anthony Williams                                                                             | Avatar Press        |
| 2004      | Wanted                          | 6                            | Jeffrey Glen Jones                                                                           | Top Cow Productions |
| 2008–2010 | Kick-Ass                        | 8                            | John Romita Jr.                                                                              | Icon Comics         |
| 2008      | War Heroes                      | 6 (Davon 3 unveröffentlicht) | Toni Harris                                                                                  | Image Comics        |
| 2010      | Nemesis                         | 4                            | Steve McNiven                                                                                | Icon Comics         |
| 2010      | Superior                        | 7                            | Leinil Francis Yu                                                                            | Icon Comics         |
| 2010–2012 | Kick-Ass 2                      | 7                            | John Romita Jr.                                                                              | Icon Comics         |
| 2012      | Supercrooks                     | 4                            | Leinil Francis Yu                                                                            | Icon Comics         |
| 2012      | Kingsman: Secret Service        | 6                            | David Chester Gibbons                                                                        | Icon Comics         |
| 2012      | MPH                             | 5                            | Duncan Fredrego                                                                              | Icon Comics         |
| 2012–2013 | Hit-Girl                        | 5                            | John Romita Jr.                                                                              | Icon Comics         |
| 2013–2014 | Kick-Ass 3                      | 8                            | John Romita Jr.                                                                              | Icon Comics         |
| 2013–2017 | Jupiter's Legacy                | 10 (2 Bände)                 | Frank Quitely                                                                                | Image Comics        |
| 2014      | Starlight                       | 6                            | Rafael Albuquerque                                                                           | Image Comics        |
| 2015–2016 | Jupiter's Circle                | 12 (2 Bände)                 | Wilfredo Torres                                                                              | Image Comics        |
| 2015–2016 | Huck                            | 6                            | Stuart Immonen                                                                               | Image Comics        |
| 2015      | Chrononauts                     | 4                            | Sean Gordon Murphy                                                                           | Image Comics        |
| 2016      | Empress                         | 7                            | Stuart Immonen                                                                               | Icon Comics         |
| 2016–2017 | Reborn                          | 6                            | Gregor Capullo                                                                               | Image Comics        |
| 2018      | The Magic Order                 | 6                            | Olivier Coipel                                                                               | Image Comics        |
| 2018      | Prodigy                         | 6                            | Rafael Albuquerque                                                                           | Image Comics        |
| 2019      | Sharkey the Bounty Hunter       | 6                            | Simone Bianchi                                                                               | Image Comics        |
| 2019      | Space Bandits                   | 5                            | Matteo Scalera                                                                               | Image Comics        |
| 2019      | Chrononauts: Futureshock        | 4                            | Eric Canete                                                                                  | Image Comics        |
| 2019–2020 | American Jesus: The New Messiah | 3                            | Peter Gross                                                                                  | Image Comics        |
| 2021–2022 | King of Spies                   | 4                            | Matteo Scalera                                                                               | Image Comics        |
| 2021–2022 | The Magic Order 2               | 6                            | Stuart Immonen                                                                               | Image Comics        |
| 2022      | Prodigy: The Icarus Society     | 5                            | Matteo Buffagni                                                                              | Image Comics        |
| 2022      | The Magic Order 3               | 6                            | Gigi Cavenago                                                                                | Image Comics        |
| 2022–2023 | Night Club                      | 6                            | Juanan Ramirez                                                                               | Image Comics        |
| 2022–2023 | American Jesus: Revelation      | 3                            | Peter Gross                                                                                  | Image Comics        |
| 2023      | Nemesis: Reloaded               | 5                            | Jorge Jimenez                                                                                | Image Comics        |
| 2023      | The Magic Order 4               | 6                            | Dike Ruan                                                                                    | Image Comics        |
| 2023      | The Ambassadors                 | 6                            | Frank Quitely, Karl Kerschl, Travis Charest, Olivier Coipel, Matteo Buffagni, Matteo Scalera | Image Comics        |
| 2023      | Big Game                        | 5                            | Pepe Larraz                                                                                  | Image Comics        |
| 2024      | Nemesis: Rogues’ Gallery        |                              | Valerio Giangiordano                                                                         | Image Comics        |
| 2024–2025 | Night Club 2                    |                              | Juanan Rameirez                                                                              | Dark Horse Comics   |
| 2024–2025 | Prodigy: Slaves of Mars         |                              | Stefano Landini                                                                              | Dark Horse Comics   |
| 2024–2025 | Jupiter’s Legacy: Finale        |                              | Tommy Lee Edwards                                                                            | Dark Horse Comics   |
| 2024–2025 | The Magic Order 5               |                              | Matteo Buffagni                                                                              | Dark Horse Comics   |

## Verfilmungen und Serien

### Realfilme
Im Laufe der Zeit wurden mehrere Comics verfilmt und es wurden bisher zwei Serien veröffentlicht.
| Jahr | Originaltitel                | Deutscher Titel               | Regie             |
| ---- | ---------------------------- | ----------------------------- | ----------------- |
| 2008 | Wanted                       | Wanted                        | Timur Bekmambetow |
| 2010 | Kick-Ass                     | Kick-Ass                      | Matthew Vaughn    |
| 2013 | Kick-Ass 2                   | Kick-Ass 2                    | Jeff Wadlow       |
| 2015 | Kingsman: The Secret Service | Kingsman: The Secret Service  | Matthew Vaughn    |
| 2017 | Kingsman: The Golden Circle  | Kingsman: The Golden Circle   | Matthew Vaughn    |
| 2021 | The King’s Man               | The King’s Man: The Beginning | Matthew Vaughn    |

### Realserien
| Jahr | Originaltitel    | Deutscher Titel  |
| ---- | ---------------- | ---------------- |
| 2021 | Jupiter’s Legacy | Jupiter’s Legacy |
| 2023 | The Chosen One   | Der Auserwählte  |

### Zeichentrickserie
| Jahr | Originaltitel | Deutscher Titel |
| ---- | ------------- | --------------- |
| 2021 | Super Crooks  | Super Crooks    |